# Limonia festiva
Limonia festiva är en tvåvingeart som först beskrevs av Enrico Adelelmo Brunetti 1912.  Limonia festiva ingår i släktet Limonia och familjen småharkrankar. Inga underarter finns listade i Catalogue of Life.